# 9 december
9 december är den 343:e dagen på året i den gregorianska kalendern (344:e under skottår). Det återstår 22 dagar av året.

## Återkommande bemärkelsedagar

### Övrigt
- Den traditionella dagen att avsmaka årets julöl. Därav uttrycket Anna med kanna, se Annadagen.
- Pepparkakans dag.
- Medicinska sekreterarens / Vårdaministratörens dag

## Namnsdagar

### I den svenska almanackan
- Nuvarande – Anna, se Annadagen för det särskilda firandet av denna dag
- Föregående i bokstavsordning
  - Ann – Namnet infördes på dagens datum 1986, men utgick 1993.
  - Anna – Namnet fanns före 1680 på 26 juli, men utgick detta år. 1708 återinfördes det på dagens datum och har funnits där sedan dess.
  - Annie – Namnet infördes på dagens datum 1986, men utgick 2001.
  - Gustav – Namnet förekom tidvis på både 6 juli och dagens datum, innan det 1708 flyttades till 27 mars. 1774 flyttades det till 6 juni, där det har funnits sedan dess, även i formen Gustaf.
  - Gustava – Namnet hade under 1600-talet tidvis förekommit tillsammans med Gustav på dagens datum och på 1790-talet tidvis på 15 september, för att sedan utgå. 1901 infördes det på 7 maj, men utgick 1993.
- Föregående i kronologisk ordning
  - Före 1708 – Gustav och Gustava
  - 1708–1900 – Anna
  - 1901–1985 – Anna
  - 1986–1992 – Anna, Ann och Annie
  - 1993–2000 – Anna och Annie
  - Från 2001 – Anna
- Källor
  - Brylla, Eva (red.). Namnlängdsboken. Gjøvik: Norstedts ordbok, 2000 ISBN 917227204X
  - af Klintberg, Bengt. Namnen i almanackan. Gjøvik: Norstedts ordbok, 2001 ISBN 9172272929

### Finlandssvenska almanackan
- Nuvarande från 2020[1] – Anna, Annika, Anne, Annette, Ann, Anneli, Anni
- I föregående revideringar[a][2]
  - 1929–1949 – Anna
  - 1950–1972 – Anna, Annika
  - 1973–1988 – Anna, Annika, Annette
  - 1989–2014 – Anna, Anne, Anni, Annika, Anneli, Annette
  - 2015–2019 – Anna, Ann, Anne, Anni, Annika, Anneli, Annette

## Händelser
- 1165 – Vid Malkolm IV:s död efterträds han som kung av Skottland av sin bror Vilhelm I.
- 1695 – En ny svensk psalmbok stadfästs. Hovpredikant Jesper Swedberg har utarbetat ett förslag med stark betoning på nationalkänsla och kungatrogenhet. Hans förslag får utstå kritik för att vissa psalmer med pietistiska tendenser (som utesluts ur den slutliga upplagan) inte är tillräckligt renläriga.
- 1712 – Slaget vid Gadebusch.
- 1897 – Marguerite Durand grundar tidningen La Fronde.
- 1910 – Prästernas tionde avskaffas.
- 1941 – Kina förklarar krig mot Italien, Japan och Tyskland.
- 1948
  - Harry Martinsons roman Vägen till Klockrike och Evert Taubes visbok Ballader i det blå ges ut.
  - Folkmordskonventionen antas.
- 1955 – Den första fristående ungdomsgården invigs i Vällingby.
- 1958 – John Birch Society grundas.
- 1960 – Den dagliga dramaserien Coronation Street har premiär på ITV. Serien är än idag ett av Storbritanniens mest sedda tv-program.
- 1961 – Tanganyika, en av två unionsdelar i nuvarande Tanzania, blir självständigt från Storbritannien.[3]
- 1969 – Den stora gruvstrejken inleds.
- 1975 – Invandrare i Sverige får rösträtt i val till kommun, landsting och kyrkofullmäktige.
- 1986 – Musée d'Orsay invigt.
- 1988 – Det svenska stridsflygplanet Saab 39 Gripen flyger för första gången.
- 1990 – Lech Wałęsa blir den första folkvalda presidenten i Polen.
- 1992
  - Prins Charles och prinsessan Dianas skilsmässa tillkännages.
  - USA:s marinkår går in i Somalia.
- 2006 – Rymdfärjan Discovery lyfter från John F. Kennedy Space Center med Christer Fuglesang, första svensken i rymden. Starten äger rum klockan 20.47 lokal tid (Eastern Standard Time), den 10 december 02.47 svensk tid.

## Födda
- 1594 – Gustav II Adolf, kung av Sverige 1611–1632 (född på morgonen).
- 1608 – John Milton, engelsk poet och författare.
- 1684 – Abraham Vater, tysk anatom och botaniker.
- 1742 – Carl Wilhelm Scheele, svensk kemist.
- 1748 – Claude Louis Berthollet, fransk kemist och läkare.
- 1773 – Armand Augustin Louis de Caulaincourt, fransk markis, militär, statsman, diplomat och hovman.
- 1790 – Henry S. Geyer, amerikansk politiker och advokat, senator (Missouri) 1851–1857.
- 1840 – Olof Larsson i Rödön, svensk hemmansägare och riksdagspolitiker.
- 1842
  - Pjotr Kropotkin, rysk naturforskare, revolutionär och anarkist.
  - Carl David af Wirsén, författare, poet, ledamot av Svenska Akademien, dess ständige sekreterare.
- 1859 – Algernon Ashton, brittisk tonsättare, pianopedagog och essäist.
- 1868 – Fritz Haber, tysk kemist, mottagare av Nobelpriset i kemi 1918.
- 1870 – William P. Pollock, amerikansk demokratisk politiker, senator (South Carolina) 1918–1919.
- 1872 – Fredrik Ramel, svensk diplomat och ämbetsman.
- 1885 – Grete Wiesenthal, dansare och koreograf.
- 1891 – Ollars-Erik Landberg, svensk skådespelare.
- 1895 – Dolores Ibárruri, (”La Pasionaria”), spansk kommunistisk politiker.
- 1896 – Francis H. Case, amerikansk republikansk politiker, senator (South Carolina) 1951–1962.
- 1898
  - Emmett Kelly, amerikansk cirkusclown.
  - Clarine Seymour, amerikansk skådespelare.
  - Astri Taube, svensk konstnär, skulptör, Evert Taubes hustru.
- 1901 – Ödön von Horváth, dramatiker och berättare.
- 1902 – John Willie, amerikansk fetischkonstnär och fotograf.
- 1906 – Grace Hopper, amerikansk datorpionjär.
- 1909 – Douglas Fairbanks, Jr., amerikansk skådespelare.
- 1911 – Broderick Crawford, amerikansk skådespelare.
- 1915 – Elisabeth Schwarzkopf, tysk operasångare.
- 1916 – Kirk Douglas, amerikansk skådespelare och filmproducent.
- 1917 – James Rainwater, amerikansk fysiker, mottagare av Nobelpriset i fysik 1975.
- 1919
  - William Lipscomb, amerikansk kemist, mottagare av Nobelpriset i kemi 1976.
  - E.K. Nayanar, indisk politiker.
- 1920 – Carlo Azeglio Ciampi, italiensk politiker, president 1999-2006.
- 1922 – Redd Foxx, amerikansk komiker och skådespelare.
- 1923 – Bror Mellberg, svensk fotbollsspelare och affärsman.
- 1924 – Ellika Mann, svensk skådespelare.
- 1926 – Henry Way Kendall, amerikansk fysiker, mottagare av Nobelpriset i fysik 1990.
- 1928
  - Gerard Batliner, liechteinsteinsk politiker, regeringschef 1962–1970.
  - Dick Van Patten, amerikansk skådespelare.
- 1929
  - John Cassavetes, amerikansk skådespelare och filmregissör.
  - Ulla-Bella Fridh, svensk skådespelare och sångare.
  - Bob Hawke, australisk premiärminister 1983–1991 (Labor Party).
- 1932 – Don King, amerikansk boxningspromotor.
- 1934 – Judi Dench, brittisk skådespelare.
- 1941 – Beau Bridges, amerikansk skådespelare.
- 1942
  - Billy Bremner, skotsk fotbollsspelare.
  - Dick Butkus, amerikansk fotbollsspelare och skådespelare.
- 1943 – Lasse Holm, svensk musiker, låtskrivare och sångare.
- 1946 – Ciro Rodriguez, mexikansk-amerikansk politiker.
- 1950 – Joan Armatrading, sångare.
- 1951 – Lis Engblom, svensk konstnär.
- 1952 – Michael Dorn, amerikansk skådespelare.
- 1953
  - György Dörner, ungersk skådespelare.
  - John Malkovich, amerikansk skådespelare.
- 1954 – Mary Fallin, amerikansk republikansk politiker, guvernör i Oklahoma 2011–2019.
- 1956 – Jean-Pierre Thiollet, fransk essäist och författare.
- 1957 – Donny Osmond, amerikansk underhållare.
- 1959 – Lutfi Kolgjini, svensk travtränare, uppfödare och kusk.
- 1962
  - Karin Gidfors, svensk manusförfattare som skrivit manus till många tv-serier.
  - Felicity Huffman, amerikansk skådespelare.
  - Pete Olson, amerikansk republikansk politiker.
- 1963 – Zurab Zjvania, georgisk politiker, premiärminister 2004–2005.
- 1964 – Paul H. Landers, tysk musiker, gitarrist i Rammstein.
- 1965 – Madeleine Westin-Bergh, svensk meteorolog, programledare och författare.
- 1966 – Kirsten Gillibrand, amerikansk demokratisk politiker, senator (New York) 2009–.
- 1967 – Joshua Bell, amerikansk violinist.
- 1968 – Kurt Angle, amerikansk brottare och fribrottare.
- 1971 – Petr Nedvěd, tjeckisk ishockeyspelare.
- 1972 – Tré Cool, amerikansk musiker, trummis i Green Day 1991–.
- 1973 – Jayne Svenungsson, professor i systematisk teologi vid Lunds universitet, f.d. ledamot av Svenska Akademien.
- 1989 – Ellinore Holmer, svensk sångare, pianospelare och skådespelare.
- 1991 – Choi Min-ho, sydkoreansk rappare, sångare, skådespelare, låtskrivare och modell, medlem i pojkbandet Shinee.
- 1999 – Linn Svahn, svensk längdskidåkare.

## Avlidna
- 1165 – Malkolm IV, kung av Skottland sedan 1153.
- 1436 – Jösse Eriksson, dansk fogde och väpnare (avrättad).
- 1565 – Pius IV, född Giovanni Angelo de’ Medici, påve sedan 1559.
- 1641 – Anthonis van Dyck, flamländsk målare.
- 1669 – Clemens IX, född Giulio Rospigliosi, påve sedan 1667.
- 1746 – Carl Gyllenborg, svensk greve, diplomat, ämbetsman, politiker och författare samt kanslipresident 1739–1746.
- 1808 – Magnus Lehnberg, biskop i Linköpings stift, ledamot av Svenska Akademien.
- 1827 – Gustaf Fredrik Wirsén, ämbetsman, författare, ledamot av Svenska Akademien.
- 1830 – Stephen R. Bradley, amerikansk politiker, senator (Vermont) 1791–1795 och 1801–1813.
- 1900 – John L.M. Irby, amerikansk demokratisk politiker, senator (South Carolina) 1891–1897.
- 1930 – Andrew "Rube" Foster, amerikansk pionjär i Negro leagues (baseboll).
- 1936
  - Juan de la Cierva, spansk flygpionjär.
  - Arvid Lindman, svensk politiker, sjömilitär och industriledare, Sveriges statsminister 1906–1911 och 1928–1930 (död i flygolycka).
- 1937 – Gustaf Dalén, svensk ingenjör, fysiker, mottagare av Nobelpriset i fysik 1912.
- 1941 – Bruno Aspelin, finländsk artist och vissångare.
- 1944 – Erkki Kaila, finsk ärkebiskop sedan 1935.
- 1962 – Carl Deurell, svensk skådespelare.
- 1968 – Irja Browallius, svensk författare.
- 1970 – Hilma Barcklind, svensk operasångare.
- 1971 – Ralph Bunche, amerikansk statsvetare, sociolog och diplomat, mottagare av Nobels fredspris 1950.
- 1975 – William A. Wellman, amerikansk flygare, regissör, manusförfattare, skådespelare och producent.
- 1977 – Clarice Lispector, brasiliansk författare.
- 1991 – Berenice Abbott, amerikansk fotograf.
- 1993
  - Herbert Grevenius, svensk dramatiker, manusförfattare och journalist.
  - Jan Bergquist, svensk regissör, skådespelare och dramatiker.
- 1994 – Garnett Silk, jamaicansk artist.
- 1996
  - Mary Leakey, arkeolog och antropolog.
  - Alain Poher, fransk politiker, Frankrikes tillförordnade president 1969 och 1974.
- 2000
  - Mikael Strandberg, svensk skådespelare, teaterledare och regissör.
  - Daniel Wretström, svensk skinnskalle och trummis i bandet Vit legion.
- 2006 – Georgia Gibbs, 87, amerikansk sångare.
- 2007 – Thore Skogman, 76, svensk sångare, kompositör, textförfattare, skådespelare och musiker.
- 2009
  - Gene Barry, 90, amerikansk skådespelare, Världarnas krig, Burke's Law.
  - Emil Kramer, 30, svensk speedwayförare.
- 2012
  - Jenni Rivera, 43, mexikansk-amerikansk sångare.
  - Charles Rosen, 85, amerikansk pianist och musikolog.
  - Walter Söderlund, 56, svensk regissör.
- 2014 – Jorge María Mejía, 91, argentinsk kardinal.
- 2015 – Gheorghe Gruia, 75, rumänsk världsmästare i handboll.
- 2018
  - Riccardo Giacconi, 87, italiensk-amerikansk astrofysiker, mottagare av Nobelpriset i fysik 2002.
  - Robert Bergland, 90, amerikansk demokratisk politiker, USA:s jordbruksminister 1977–1981.
- 2019 – Marie Fredriksson, 61, svensk sångare och artist.
- 2020 – Paolo Rossi, 64, italiensk fotbollsspelare.
- 2024 – Terry Davis, 86, brittisk politiker, parlamentsledamot för Labour 1971–1974 och 1979–2004.